# Paio Peres Correia

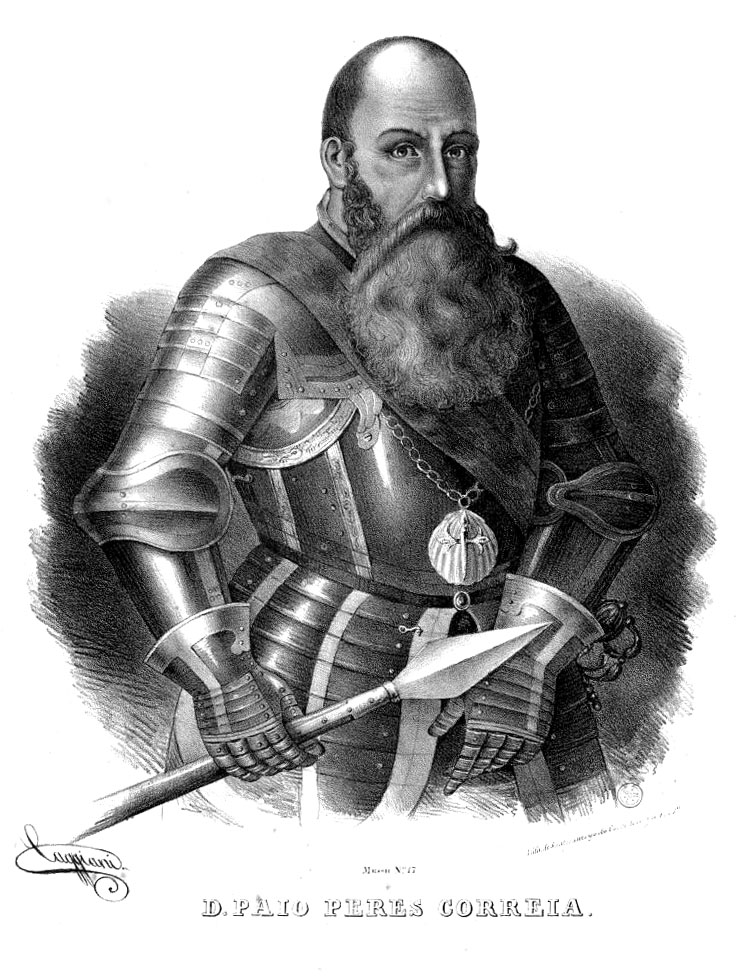
Paio Peres Correia

Paio Peres Correia (in Spanien Pelayo Pérez Correa, * 1205 in Monte de Fralães; † 10. Februar 1275 in Uclés) war ein portugiesischer Ritter.
Correia wurde 1242 Großmeister des Santiagoordens. Im Zuge der Reconquista nahm er für seinen portugiesischen König Sancho II. den Mauren weite Gebiete an der Algarve ab, darunter Silves.
Im portugiesischen Bürgerkrieg 1246/1247 um die Absetzung Sanchos II. und der folgenden Thronbesteigung durch Sanchos Bruders D.Afonso III. unterstützte Correia den neuen König Afonso III. Dieser gewährte dem Santiago-Orden Correias daraufhin weitreichende Privilegien, jedoch nahm der König dem Orden später wieder alle Rechte u. a. über Tavira, Cacela und Castro Marim, nachdem er die Kontrolle der gesamten Algarve erlangt hatte, und sie der portugiesischen Krone dauerhaft zu sichern suchte.
Nationaldichter Luís de Camões besang Correia in seinem Hauptwerk Die Lusiaden, insbesondere als unerschrockenen Eroberer von Silves (Strophe 26, achter Gesang). Eine Reihe Straßen, Schulen und Plätze in Portugal tragen den Namen Paio Peres Correias. Auch die Gemeinden Paio Pires und Samora Correia sind nach ihm benannt, und eine Statue des Ritters ist in Samora Correia aufgestellt.